# Brestje
Brestje – wieś w Słowenii, w gminie Brda. W 2018 roku liczyła 41 mieszkańców.